# Соль-Грязь
 Соль-Грязь  — деревня в Лебяжском районе Кировской области.

## География
Расположена на расстоянии примерно 17 км на юг от райцентра поселка  Лебяжье.

## История
Известна с 1873 года как починок Соленая Грязь, где отмечено дворов 4 и жителей 71, в 1905 18 и 155, в 1926 28 и 154, в 1950 31 и 132, в 1989 оставалось 40 постоянных жителей .  В период 2006-2012 годов входила в состав Кокоревского сельского поселения, в 2012-2020 годов входила в состав Михеевского сельского поселения до упразднения последнего.

## Население
Постоянное население составляло 75 человек (русские 88%) в 2002 году, 47 в 2010.